# Bronislaw Folwaczny
Bronislaw Folwaczny (* 18. März 1909 in Berlin; † 5. September 1984 in Bad Hersfeld) war ein auf Käfer spezialisierter deutscher Entomologe.

## Leben und Wirken

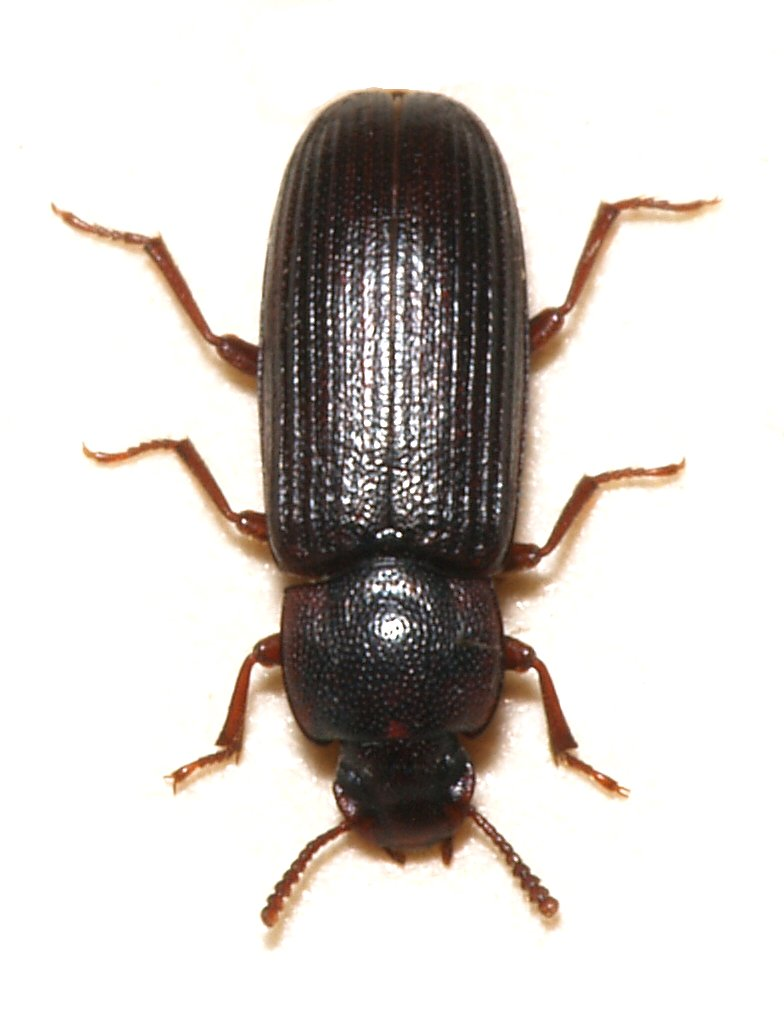
Tribolium destructor

Bronislaw Folwaczny wuchs in Tarnowitz, Oberschlesien auf. Seine berufliche Karriere führte ihn 1934 über Hofgeismar nach Ostpreußen. 1944 wurde er russischer Kriegsgefangener und konnte erst 1955 aus Russland zurückkehren.
Er interessierte sich vor allem für Käfer und ganz besonders für Rüsselkäfer. Seine große Sammlung europäischer Käfer und seine Preußensammlung werden in Tübingen aufbewahrt, die Spezialsammlung von Cossinen ist heute Bestandteil des Senckenberg-Museums in Frankfurt am Main und seine Zweitsammlung mit vielen hessischen Faunenbelegen vererbte er an die Sammlungen des Naturkundemuseums Ottoneum in Kassel.

## Werke
- B. Folwaczny (1937): Beitrag zur Verbreitung einiger Käferarten in Deutschland. - Entomologische Blätter 33 (5): 343–345.
- B. Folwaczny (1959): Berichte über russische coleopterologische Arbeiten. - Entomologische Blätter 55 (1): 50–52.
- B. Folwaczny (1959): Bestimmungstabelle der Arten der Untergattung Acupalpus s. str. - Entomologische Blätter 55 (2): 175–186.
- B. Folwaczny (1960): Bestimmungstabelle der mitteleuropäischen Arten der Unterfamilie Cossoninae. - Entomologische Blätter 56 (2): 117–129.
- B. Folwaczny (1963): 2. Bericht über russische coleopterologische Arbeiten. - Entomologische Blätter 59 (1): 46–48.
- B. Folwaczny (1963): Beitrag zur Verbreitung von Phloeophagus turbatus Schönh. thomsoni Grill. - Entomologische Blätter 59 (2): 97–100.
- B. Folwaczny (1964): Beitrag zur Kenntnis des Rhyncolus sculpturatus Waltl. - Entomologische Blätter 60 (1): 68–70.
- B. Folwaczny (1964): 3. Bericht über russische coleopterologische Arbeiten. - Entomologische Blätter 60 (2): 113–116
- B. Folwaczny (1964): Beschreibung dreier neuer palaearktischer Cossoninenarten und einer neuen Gattung. - Ent. Arb. Mus. Frey 15: 711–715.
- B. Folwaczny (1966): Beschreibung einer neuen Cossoninenart aus Persien. - Beitr. z. Entomol. 16: 175–176.
- B. Folwaczny (1966): Die europäischen Arten der Gattung Hexarthrum Woll. nebst Beschreibung zwei neuer Arten. - Entomologische Blätter 62 (3): 169–174.
- B. Folwaczny (1968): Allomorphus franzi n. gen., n. sp., eine neue Art und Gattung aus Österreich. - Entomologische Blätter 64 (1): 41–42.
- B. Folwaczny (1968): Cossonus piniphilus und Hexarthrum chinensis, zwei neue Cossoninae aus dem palaearktischen Gebiet. - Entomologische Blätter 64 (2): 125–126.
- B. Folwaczny (1971): Betrachtungen zu den Arten der Gattung Pselactus Bronn nebst Beschreibung neuer Formen. - Entomologische Blätter 67 (3): 157–187.
- B. Folwaczny (1972): Bestimmungstabelle der Arten der Gattung Amaurorhinus Fairm. nebst Beschreibung von 5 neuen Arten und einer Varietät. - Entomologische Blätter 68 (2): 65–85.
- B. Folwaczny (1972): Neue palaearktische Cossoninen. - Entomologische Blätter 68 (2): 91–96.
- B. Folwaczny (1973): Weitere Cossoninen-Neuheiten und Richtigstellungen aus dem palaearktischen Gebiet. - Entomologische Blätter 69 (1): 47–50.
- B. Folwaczny (1973): Bestimmungstabelle der palaearktischen Cossoninae. - Entomologische Blätter 69 (2): 65–180.
- B. Folwaczny (1975): Barretonus major Folw. ssp. hinterseheri n. ssp. aus Madeira. - Entomologische Blätter 71 (3): 153–154.
- B. Folwaczny (1979): Verzeichnis der Käfer Preußens. - Parzeller u. Co., Fulda.
- B. Folwaczny (1980): Tribolium destructor Uyllen., eine für Hessen neue Adventivart. - Beiträge zur Naturkunde Osthessen 16: 167.
- B. Folwaczny (1984): Mesites ater H. Lindb. und Mesites hozmani n. sp. - Vieraea 13: (1–2): 241–247.
- B. Folwaczny (1984): Salzkäfer am mittleren Lauf der Werra. - Entomologische Blätter 80 (2–3): 69–70.